# Лоймаа
Ло́ймаа (фин. Loimaa) — город и коммуна в провинции Исконная Финляндия в губернии Западная Финляндия.

## География
Город Лоймаа расположен в юго-западной части Финляндии, в 65 километрах к северо-востоку от Турку. В административном отношении находится в провинции Юго-Западная Финляндия (Varsinais-Suomi) ляни Западная Финляндия.
К городу относятся также окружающие его сельские районы. Общая площадь Лоймаа составляет 852 км². Численность населения — 16 761 человек (на 31 августа 2013 года). Плотность населения равна 19,76 чел./км².
Через город Лоймаа протекает река Лоймийоки, приток Кокемяэнйоки, впадающей в Ботнический залив.

## История
Поселение Лоймаа появилось не позднее XIV столетия. Первое письменное упоминание относится к 1439 году. В Средние века входило в регион Сатакунта. Вплоть до начала XX века основным занятием жителей Лоймаа было сельское хозяйство.
В 1876 году к городу была подведена железная дорога, а здание железнодорожного вокзала в настоящее время является памятником архитектуры, охраняемым государством.
С 1914 года в городе выходит региональная газета Loimaan Lehti, тираж которой на 2012 год составлял 8 472 экземпляра.
В период советско-финляндской войны (1939—1940) в Лоймаа были переселены русскоязычные православные жители из Кююрёля.
В 1969 году Лоймаа получил статус города.

## Население
| Год       | 1980   | 1985     | 1990     | 1995     | 2000     | 2005     | 2008     | 2010     | 2013     |
| --------- | ------ | -------- | -------- | -------- | -------- | -------- | -------- | -------- | -------- |
| Население | 18 612 | ↘ 18 564 | ↘ 18 457 | ↘ 18 042 | ↘ 17 585 | ↘ 17 300 | ↘ 17 115 | ↘ 16 916 | ↘ 16 761 |

### Известные уроженцы и жители
- Мато Валтонен — финский сценарист, актёр и музыкант. Участник рок-группы Leningrad Cowboys.
- Вяинё Тиири — финский гимнаст, призёр летних Олимпийских игр.
- Валерий Писигин — русский писатель, историк, проживал в Лоймаа в 2004—2009 гг.
- Рейно Куускоски — премьер-министр Финляндии в 1958.

## Интересные факты
- Учитель из Лоймаа Ласси Меттяля является первым переводчиком творчества Владимира Высоцкого на финский язык.[7]

- Учащиеся города Лоймаа выпустили кулинарную книгу с рецептами знаменитостей. Старшеклассники обратились к двум сотням знаменитостей мирового масштаба с просьбой поделиться рецептами своих любимых блюд. Из 60 отозвавшихся на просьбу школьников был финский автогонщик Кими Райкконен и др.[8]

## Города-побратимы
- Швеция: Омоль, Уддевалла
- Исландия: Мосфедльсбэр
- Норвегия: Фрогн, Шиен
- Россия: Старая Русса
- Эстония: Тюри, Йыхви[9]
- Дания: Тистед, Грено